# Klášter Santo Domingo de Silos
Klášter Santo Domingo de Silos (šp. Monasterio de Santo Domingo de Silos) je benediktinský klášter v kastilské provincii Burgos v obci Santo Domingo de Silos.

## Historie
Byl založen roku 929 a v 11. století zasvěcen sv. Dominikovi Silosskému. V klášteře působilo významné scriptorium a společně s knihovnou katedrály v Toledu byla místní knihovna hlavním zdrojem liturgických knih věnovaných mozarabskému ritu. Klášterní budovy jsou ukázkou vrcholné románské architektury. V klášteře byl část svého dětství vychováván Dominik de Guzmán, pozdější zakladatel Řádu bratří kazatelů, jehož rodiče pojmenovali po patronu kláštera.